# Iodbenzotrifluoride
Die Iodbenzotrifluoride bilden eine Stoffgruppe, die sich sowohl von Iodbenzol, als auch von Benzotrifluorid (Trifluormethylbenzol) ableiten. Demnach besteht die Struktur aus einem Benzolring mit je einem Iodatom und einer Trifluormethylgruppe als Substituenten. Durch deren unterschiedliche Anordnung ergeben sich drei Konstitutionsisomere. Auch die entsprechenden Chlorbenzotrifluoride sind bekannt.
| Gefahrensymbol |

| Gefahrensymbol |

| Gefahrensymbol |

## Gewinnung und Darstellung
Iodbenzotrifluoride können durch Diazotierung und Sandmeyer-Reaktion aus den korrespondierenden Aminobenzotrifluoriden hergestellt werden, wie etwa Reuben G. Jones 1947 zeigte. Diese klassische Synthese eignet sich aber nur für das ortho und das para-Isomer. Für das meta-Isomer wurden in neuerer Zeit andere Synthesen angeführt. Zum Beispiel kann Iodbenzol mit Trimethyl(trifluormethyl)silan (Ruppert-Prakash-Reagenz) in Kombination mit Silber(I)-fluorid trifluormethyliert werden, wobei aber nicht ausschließlich das meta-Isomer entsteht, sondern eine Mischung aller Isomere. Eine Modifizierung der Sandmeyer-Reaktion erlaubt es ebenfalls, dass meta-Isomer herzustellen. Dazu lässt man das 3-Aminobenzotrifluorid mit Natriumnitrit und N-Iodsuccinimid reagieren.